# Катастрофа на авіашоу «Фарнборо» (1952)

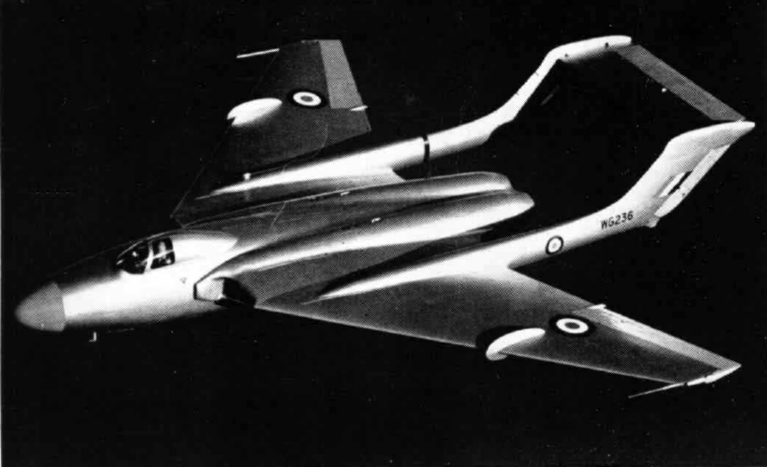
Винищувач DH.110

Катастро́фа на авіашо́у Фа́рнборо  — авіаційна катастрофа 6 вересня 1952 р. британського реактивного винищувача DH.110, який зазнав руйнування і вибухнув у повітрі, після чого впав на натовп глядачів, присутніх на авіашоу у Фарнборо. В результаті катастрофи загинули на місці 28 глядачів, ще 69 зазнали важких поранень.
6 вересня 1952 року відбувся перший післявоєнний авіасалон у Фарнборо, який зібрав на льотному полі Випробувального центру королівських ВПС більше 100 тисяч глядачів. Пілот винищувача Джоон Деррі намагався розважити глядачів тим, що розганяв літак до надзвукової швидкості і пікірував на трибуну, намагаючись скерувати ударну хвилю в бік глядачів. Перший проліт завершився вдало. При заході на друге коло на надзвуковій швидкості літак розвалився на шматки і врізався в землю. Уламки літака зрешетили натовп. Пілот і спостерігач Тоні Річардс загинули.